# Teodoro de Almeida
Teodoro de Almeida (Lisboa, 7 de enero de 1722 — Lisboa, 18 de abril de 1804) fue un sacerdote católico, escritor y filósofo portugués, además de una de las figuras más importantes de la Ilustración portuguesa.
Comenzó a escribir su obra en Portugal a mediados del siglo xviii. Al ser miembro de la Congregación del Oratorio de San Felipe Neri, estuvo exiliado en Francia desde 1767 a 1778, durante la persecución realizada por el gobierno del Marqués de Pombal a los clérigos. 
Durante su exilio Teodoro escribe y publica diversas obras filosóficas y Enciclopedias influenciado por las ideas ilustradas. Almeida se ganó la crítica y ataque de sus contemporáneos escolásticos, como testimonia él mismo: "En una parte dicen que los modernos somos insolentes, que lo que dicen es desafuero, atrevimiento, injuria, escándalo, locura, delirio... lo que se dice del autor de unos libritos de Filosofía moderna aún es mucho peor."
Fue miembro de la Academia de las Ciencias de Lisboa, de la Real Sociedad de Londres y de la Real Sociedad Bascongada de los amigos del país.

## Obras
Sus principales obras fueron: 
- Recreación filosófica (1751-1759)
- El hombre feliz independiente del mundo y de la fortuna (1779, tres volúmenes)[2]
- Sermones (1787, tres volúmenes)
- Meditaciones de los atributos divinos o el pastor evangélico
- Armonía de la Razón y de la Religión (1793)